# Dorfkirche Kläden (Arendsee)

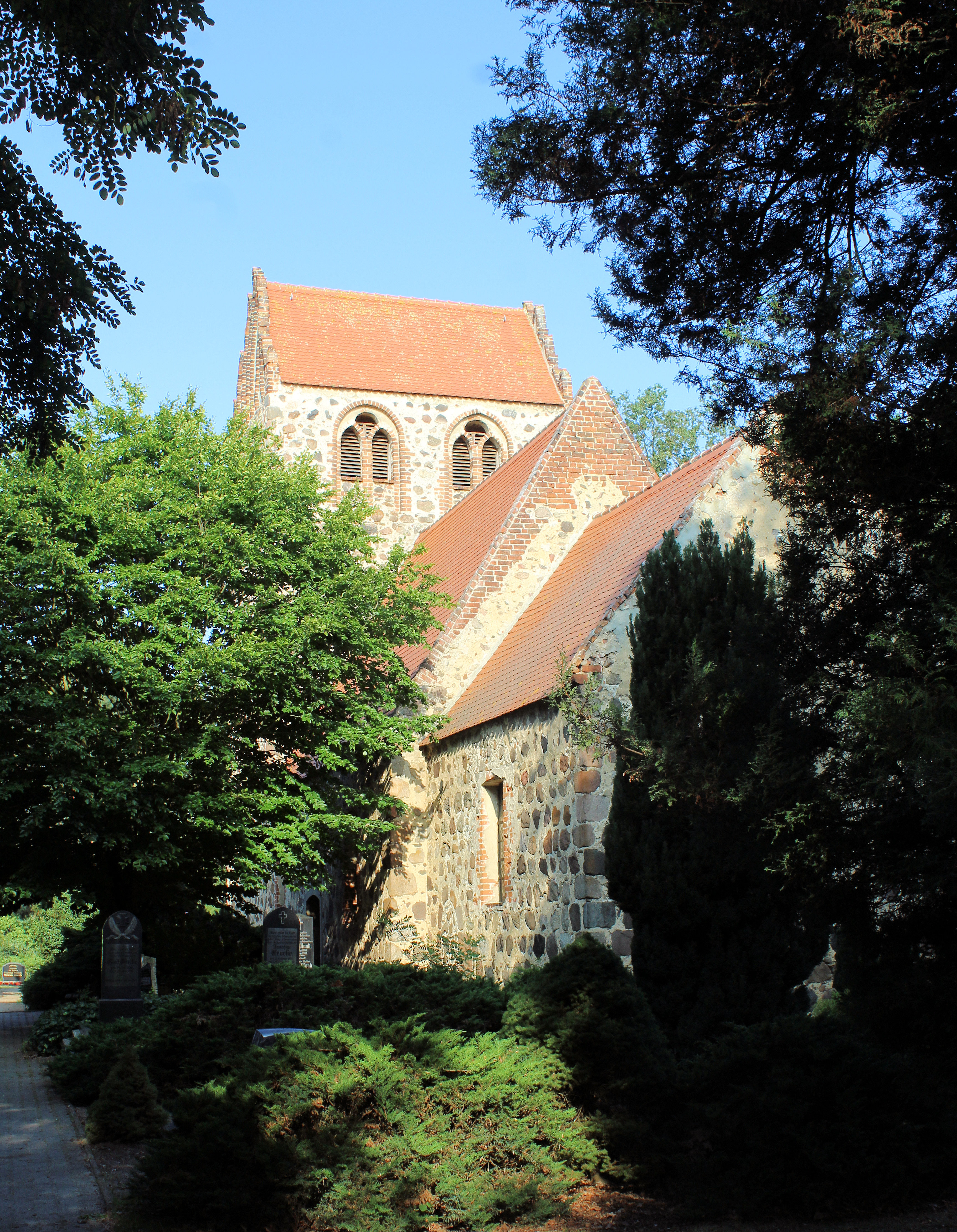
Dorfkirche Kläden (Arendsee)

Die evangelische Dorfkirche Kläden ist eine mittelalterliche Saalkirche im Ortsteil Kläden von Arendsee im Altmarkkreis Salzwedel in Sachsen-Anhalt. Sie gehört zum Pfarrbereich Arendsee im Kirchenkreis Stendal der Evangelischen Kirche in Mitteldeutschland.

## Geschichte und Architektur
Die Kirche steht auf dem gegenüber der Straße etwas zurückgesetzten Kirchhof, dessen Eingang durch ein malerisch wirkendes, rundbogiges Portal vom Anfang des 16. Jahrhunderts gebildet wird.
Die Saalkirche aus Feldstein mit Westquerturm und eingezogenem Rechteckchor wurde zu Beginn des 13. Jahrhunderts erbaut. An der Südseite findet sich ein erhöhter Turmzugang mit rundbogiger Backsteinlaibung und das ehemalige Hauptportal, welches westlich vom heutigen liegt, sowie eine leicht spitzbogige Priesterpforte. Der Turm wurde gotisch überformt und mit spitzbogigen Schallöffnungen und einem Staffelgiebel mit Wimpergen in Backstein versehen. Die Fenster wurden im 18. oder im 19. Jahrhundert spitzbogig vergrößert und ein neues Westportal eingebrochen. Bei einer puristischen Restaurierung im Jahr 1977 wurde das schmale rundbogige Ostfenster wiederhergestellt.
Das Schiff ist mit einer Flachdecke gedeckt, der Chor und das Turmerdgeschoss sind mit Gewölben aus Backstein geschlossen, die wie Gratgewölbe wirken, weil die Rippen nicht aus der Oberfläche der Kappen heraustreten, ähnlich wie bei den Klostergebäuden von Kloster Neuendorf. Im Jahr 1929/1930 wurde eine ornamentale Ausmalung durch Fritz Gentsch vorgenommen.

## Ausstattung
Bei der Restaurierung in den Jahren 1977 bis 1980 wurde die Einrichtung des 18. und 19. Jahrhunderts bis auf den neuromanischen Orgelprospekt entfernt. Eine einfache hölzerne Kanzel des 18. Jahrhunderts blieb ebenso erhalten, weiterhin die Westempore und das Gestühl. Der Altar ist schlicht und modern.